# Mr. Archimedes’ Bath
Mr. Archimedes’ Bath ist ein Bilderbuch der neuseeländischen Autorin und Illustratorin Pamela Allen, das 1980 mit ihren eigenen Illustrationen beim Verlag William Collins veröffentlicht wurde.

## Inhalt
Wenn Mr. Archimedes gemeinsam mit seinen drei Freunden Känguru, Wombat und Ziege ein Bad nimmt, läuft jedes Mal das Wasser der Badewanne über und er muss im Anschluss stets mühsam den Boden aufwischen. Mr. Archimedes möchte herausfinden, wer am Überlaufen des Wassers schuld sei: Er lässt zur Hälfte Wasser in die Wanne ein und misst den Wasserstand. Als die vier in die Badewanne steigen, läuft das Wasser neuerlich über. Niemand will dafür verantwortlich sein. Als sie aus der Wanne steigen, fällt der Wasserstand wieder. Der Reihe nach dürfen daraufhin das Känguru, der Wombat und die Ziege nicht mit den anderen in die Wanne steigen, doch trotzdem steigt jedes Mal der Wasserspiegel. Und sobald die Badenden die Wanne verlassen, fällt der Pegel wieder. Nun steigt Mr. Archimedes allein in die Wanne, das Wasser steigt und er stellt verblüfft fest, dass der Wasserstand nach dem Verlassen der Badewanne wieder genau dieselbe Höhe hat wie vor dem Hineinsteigen. Mr. Archimedes ist hellauf begeistert, denn ihm ist klargeworden, dass alle zusammen für das Steigen beziehungsweise für das Überlaufen der Wanne verantwortlich sind. Überschwänglich hüpfen die Freunde daraufhin in die Wanne und wieder raus und haben dabei den Spaß ihres Lebens.

## Rezeption
Charlotte Celsing schreibt in ihrer Buchrezension: „Mit einfachen, kurzen, repetitiven Texten und lustigen, aussagekräftigen Illustrationen auf jeder Seite vermittelt dieses Buch naturwissenschaftliche Fakten und unterhält dabei. Das ‚Bad des Archimedes‘ bestätigt Allens Ruf als hervorragende Kinderbuchautorin, deren Werke die Fantasie anregen und Wissen vermitteln.“ Kerstin Johnson schreibt für Little Scientists Australia: „Als Herr Archimedes und die Tiere schließlich herausfinden, dass sie alle zusammen das Überlaufen des Wassers verursachen, freuen sie sich über ihre Macht und anstatt das eigentliche Problem zu lösen, hüpfen sie immer wieder rein und raus, um den Wasserspiegel erneut steigen und fallen zu lassen. So wie Kinder versuchen, einer Frage auf den Grund zu gehen, die sie über die Welt haben, kann die Antwort am Ende viel weniger interessant sein als die freudige Entdeckungsreise, die sie dorthin geführt hat.“ Weniger euphorisch zeigt sich hingegen Janet French im School Library Journal: „Wenn es der Autorin vor allem um den naturwissenschaftlichen Unterricht gegangen wäre, hätte sie zeigen können, dass der Wasserstand mit jedem Tier, das wieder in die Wanne steigt, weiter ansteigt, bis die Wanne – wie am Anfang – überläuft. In der dargebotenen Form bietet das Buch hingegen weder gute Wissenschaft noch eine gute Geschichte. Kleine Kinder werden sich weniger für die vage Lektion über die Verdrängung interessieren als für die eigentümlichen Badegefährten von Herrn Archimedes und sein nicht gerade schönes rosa Hinterteil.“ Das Buch gehört in Australien jedenfalls zu den Bilderbuch-Klassikern und wurde dort, in Großbritannien und in den USA seit seiner Erstveröffentlichung immer wieder neu aufgelegt (Stand 2020).

## Hintergrund
Das Buch basiert auf dem Archimedischen Prinzip, das der griechische Gelehrte Archimedes der Legende nach beim Baden entdeckt haben soll.

## Auszeichnungen
Mr. Archimedes’ Bath gewann 1980 den New South Wales Premier’s Literary Award for Young People’s Literature und erhielt 1981 eine Empfehlung des Children's Book Council of Australia in der Kategorie Bilderbuch des Jahres.

## Referenzen
Mr. Archimedes’ Bath ist in dem literarischen Nachschlagewerk 1001 Kinder- und Jugendbücher – Lies uns, bevor Du erwachsen bist! für die Altersstufe 3+ Jahre enthalten.

## Ausgaben
- Mr. Archimedes’ Bath. William Collins, Australien 1980 (englisch).